# (8900) AAVSO
(8900) AAVSO es un asteroide que forma parte del cinturón de asteroides y fue descubierto por Dennis di Cicco el 24 de octubre de 1995 desde Sudbury, Estados Unidos.

## Designación y nombre
AAVSO recibió inicialmente la designación de 1995 UD2.
Más tarde, en 2003, se nombró con las iniciales de la American Association of Variable Star Observers.

## Características orbitales
AAVSO orbita a una distancia media de 2,537 ua del Sol, pudiendo acercarse hasta 2,166 ua y alejarse hasta 2,908 ua. Su inclinación orbital es 8,731 grados y la excentricidad 0,1462. Emplea 1476 días en completar una órbita alrededor del Sol. El movimiento de AAVSO sobre el fondo estelar es de 0,244 grados por día.

## Características físicas
La magnitud absoluta de AAVSO es 13,3.